# Droit minier en France
En France, le droit minier, ensemble des règles régissant l’exploitation du sous-sol, est régi par le « code minier ». Ce texte définit ce qu'est une mine, les conditions dans lesquelles elles peuvent être exploitées et la façon dont leurs séquelles doivent être réparées ou compensées.
Ce code inclut des parties de nature législative et d'autres de nature réglementaire, souvent modifiées.

## Éléments de définition
La notion de mine repose uniquement sur la nature du matériau, que l'extraction se fasse à ciel ouvert ou en sous-sol.
Sont concernés :
- les combustibles (charbon, pétrole, gaz) ;
- les métaux (fer, cuivre, plomb, etc.) ;
- les ressources minérales et chimiques (sel, soufre, roche phosphatée, etc.).

Pour les produits qui ne figurent pas dans la liste, on parle de carrières ; il s'agit notamment de matériaux de construction : sable, argile, gypse, calcaire, etc.
Ils relèvent de la législation sur les ICPE (installations classées pour la protection de l'environnement).
La gestion du sous-sol minier appartient à l'État qui peut en concéder l'exploitation à une compagnie minière. Le code définit les droits et obligations de cette société.

## Droits
Le Code minier permet de mener des travaux d’exploration à condition que l'entreprise possède un permis exclusif de recherches, une autorisation de prospections préalables (en mer) ou une autorisation de recherches de gîtes géothermiques. Il permet d’exploiter une mine à condition d'obtenir une concession, et ce, même en l’absence de l’autorisation du propriétaire du sol.
L'autorisation ministérielle se présente sous la forme d'un titre minier : concession, permis d'exploitation (disparu aujourd'hui, sauf dans les DOM). Ce titre est attribué par décret en Conseil d'État après une longue procédure (peut demander plusieurs années). Il mentionne un périmètre, une superficie, une société titulaire, le ou les produits concernés. Il donne un droit d'exclusivité au titulaire pour la recherche et l'exploitation de ce ou ces produits dans le périmètre défini dans le texte du décret. Attribué à l'origine à perpétuité, sa durée est limitée à partir de 1919.
Le titre peut être cédé, mais cette vente doit, depuis 1911, être validée par l'autorité concédante sous forme d'un arrêté ministériel qui autorise la mutation du titre et qui est obtenu également à la suite d'une procédure précise. Il peut être également loué sous forme d'une amodiation (l'amodiation est la location d'un droit d'exploitation) qui doit également être autorisée par l'autorité concédante. L'amodiation peut ne porter que sur une partie de la concession, une partie des produits, voire sur une seule couche (cas de la mine Guillaume en Lorraine).
Le titulaire du titre (concession ou permis d'exploitation)peut à tout moment et après là encore une procédure spéciale, renoncer à son titre. Cette renonciation peut être totale ou partielle. Elle fait l'objet d'une autorisation de la part de l'autorité concédante sous forme d'un arrêté ministériel. S'il n'a pas exploité sa concession, le propriétaire peut être déchu de son titre ; enfin, les concessions dont le ou les titulaires ne sont plus connus (sociétés dissoutes, héritages indivis...) peuvent être annulées par l'autorité concédante sous forme d'arrêtés de retrait.
Ce titre donne d'abord la possibilité pour la société d'exploiter les matériaux situés sur ou sous des terrains qui ne lui appartiennent pas (contrairement aux carrières). Le « concessionnaire » est également autorisé à utiliser les terrains de surface même sans l'autorisation de leur propriétaire, pour y édifier les installations nécessaires à son travail y compris routes et voies ferrées. Ces servitudes ouvrent évidemment droit à indemnité.

## Obligations
En matière de mines, le titre minier attribue un droit mais ne donne pas pour autant autorisation d'exploiter. Cette autorisation est délivrée sous forme d'arrêtés préfectoraux d'ouverture des travaux, après que les services se sont assurés que l'exploitant entend respecter les biens (en particulier ceux d’autrui dans le cas de potentiels dégâts de surface) et des personnes (en particulier des mineurs, dans le cadre du Règlement général des industries extractives - RGIE). Toute modification importante de l'exploitation doit ainsi faire l'objet d'autorisation par AP (ouverture de nouveaux quartiers, mise en service de nouveaux matériels, fermeture de chantiers). Les ingénieurs du Service des mines (aujourd'hui, les DREAL) sont chargés d'effectuer ce travail d'enquête (police des mines). Ils assurent également l'inspection du travail.
Il s'agit notamment de la nécessité de prévenir les « séquelles, désordres et nuisances de toute nature » occasionnés par l'exploitation (affaissement minier, inondations...). L'arrêt des travaux s'accompagne ainsi d'études sur le risque, l'impact hydrologique et de divers travaux de mise en sécurité (stabilisation des terrils, démolition d'installations vétustes, mise aux normes de stations de relevage). Si certains impacts sont encore prévisibles (ennoyage des galeries, influence sur la nappe phréatique, grisou, mouvements de terrain), des dispositifs de surveillance à long terme doivent être prévus.
Également, le code minier a introduit une notion inhabituelle dans le droit, puisque l'ancien titulaire de la concession minière est responsable des dégâts que pourraient provoquer ses travaux, sans limite dans le temps (art. 75-1). Cet article prévoit que, si l'ancien titulaire ne peut pas assurer la réparation des dommages, c'est l'État qui est garant.

## Histoire du code minier français

### Droit minier
Le droit romain s'est peu intéressé au droit minier, sauf du point de vue fiscal, à l'époque impériale. Dans le droit romain, le propriétaire d'une terre est aussi propriétaire du tréfonds in infinitum, usque ad infera d'après Ulpien. À l'époque impériale, le droit romain sur les mines va être modifié. D'après Suétone, Strabon et Tacite, les empereurs n'ont pas hésité à confisquer les mines exploitées par des particuliers. Ils ont considéré que les mines et carrières faisaient probablement partie du domaine au peuple romain ou de l'empereur. On voit apparaître des autorisations pour exploiter des carrières de marbre dans le Code de Théodose. Il prévoit une redevance du dixième des produits pour le propriétaire du sol.
Le droit minier en France a été régi successivement par plusieurs ordonnances, édits qui définissaient les droits du roi, des propriétaires des seigneurs, des propriétaires des terrains, des mineurs et les taxes afférentes :
- ordonnance de Charles VI du 30 mai 1413 déclare que le droit du dixième appartient au roi seul. Il permet à tous mineurs d'ouvrir des mines où ils le jugeront à propos en payant au roi le dixième des produits purifiés[4]. Ce droit a été amendé plusieurs fois quand il concernait les mines d'argent et d'or dont les produits étaient nécessaires pour la monnaie du roi ;
- l'ordonnance de Charles VI est confirmée par Louis XII le 20 novembre 1498, François Ier en décembre 1515
- lettre patente d'Henri II du 30 septembre 1548 et 10 octobre 1552 ;
- lettre patente de François II du 29 juillet 1560 ;
- lettre patente de Charles IX du 25 juillet 1561 ;
- édit d'Henri IV concernant les mines et les minières de juin 1601[5] ;
- ordonnance de Louis XIV de juin 1680 qui évalue les droits du roi sur les produits des mines de fer ;
- arrêt du Conseil sous Louis XIV du 13 mai 1698 ;
- arrêt du Conseil d'État du 9 août 1723 sur les fourneaux et les forges ;
- arrêt du Conseil d'État du 15 janvier 1741 sur les mines métalliques ;
- arrêt du Conseil d'État sous Louis XV du 14 janvier 1744. L'arrêt du Conseil d'État de 1744 rappelle que les mines sont soumises aux droits attachés au Domaine de la Couronne et à sa Souveraineté[6].
- arrêt du Conseil d'État du 19 mars 1783 sur les mines de houille ;
- loi du 28 juillet 1791 affirmant le principe que « les mines et les minières sont à la disposition de la nation » ;
- loi sur les mines du 21 avril 1810[7]. Le décret du 18 novembre 1810 organise le Corps des mines et crée le Conseil général des mines pour remplacer l’ancien Conseil des mines.
- loi du 9 mai 1866. L'industrie métallurgique recouvre sa liberté. Les gisements de fer sont assimilés à des carrières et sont à libre disposition du propriétaire du sol[8].

### Code minier
Il a été créé par décret le 16 août 1956. Cependant son fondement est déjà constitué par la loi impériale du 21 avril 1810, peu apprécié des exploitants miniers au motif que son article 11 (et la jurisprudence qui le concerne) interdisaient de faire des sondages et d'ouvrir des puits ou galeries sans le consentement formel du propriétaire de la surface, dans les enclos murés et les terrains attenant aux habitations ou clôtures murées et les terrains attenant aux habitations ou clôtures murées, dans la distance de cent mètres.
Le code minier a été réformé en 1970, en 1977 et, surtout, en 1994. Les lois du 2 janvier 1970 et du 16 juin 1977 ont ainsi réduit les différences entre le régime commun du droit minier et le régime applicable aux hydrocarbures prenant en compte certains impératifs liés à l'environnement.
La loi du 15 juillet 1994 a, quant à elle, permis la simplification de la procédure d'attribution du permis de recherche tout en renforçant les obligations des exploitants en matière de protection de l'environnement. Elle visait également à améliorer les principes de transparence et de non-discrimination dans les procédures de passation de marchés publics, conformément aux directives européennes.

## Projet de réforme du code minier
François Hollande promet à la présidence de moderniser le code minier, obsolète sur plusieurs points. Ce projet de « réforme » annoncé en 2012 et étudié en conseil des ministres début 2013, devait être voté avant septembre 2013. Il comporte de nombreuses dispositions, dont trois fondamentales :
1. la séparation du régime des mines et du régime des carrières (et, à l'origine, une troisième catégorie, celle des minières) ;
2. la possibilité donnée à un exploitant d'exploiter une mine même en l'absence de l'autorisation du ou des propriétaires du sol (grande innovation par rapport à la loi de 1791) ;
3. la séparation du régime de l'autorisation (titre minier, concession, permis d'exploitation, accordé par l'État) du régime de la « police des mines » qui dépend de l'autorité préfectorale (surveillance, protection des biens et des personnes).

### Enjeux de la réforme
La réforme veut prendre en considération des enjeux nouveaux ou supposés nouveaux concernent les mines et carrières, avec l'émergence de préoccupations environnementales, concernant notamment les services écosystémiques, le climat, les séquelles du développement industriel et du gaspillage, la responsabilité sociale et environnementale des entreprises... Il s'agit aussi de considérer les possibilités nouvelles (et potentiellement très polluantes ou dangereuses) de stockage géologique du carbone ou d'autres gaz (CH4, hydrogène...) ou un accès récent ou nouveau à des hydrocarbures non conventionnels (sables bitumineux, gaz de couche ou huile de schiste et gaz de schiste, condensats de gaz naturel) en condition de haute pression et haute température, à grande profondeur même en offshore où des nodules polymétalliques intéressent aussi l'industrie minière…).
Relativement à ces enjeux, les bases séculaires du code minier et du droit minier apparaissent désuètes. De plus :
- avant la réforme, sur terre ou en mer, un site minier peut encore simultanément relever du code minier en profondeur et du droit des installations classées en surface ;
- la notion de « remise en état » est ambiguë (elle a souvent couvert le comblement de cavités par des déchets pour reconstituer le volume prélevé, au risque de polluer la nappe, le sol, l'air.... Des problèmes complexes de rabattement de nappe, de remontée de nappe, de transfert, pollution ou salinisation et/ou acidification de nappes d'eau se posent. Le code minier prévoit un suivi des installations hydrauliques après l'arrêt des travaux, mais l'expérience a montré que ce sont souvent les collectivités locales qui héritent du coûteux passif environnemental, et l’État parfois (via le BRGM, l'ADEME, l'Andra…). Les mesures conservatoires, compensatoires et de responsabilité de bon état écologique au sortir de l'exploitation minière souterraine semblent a posteriori inadaptées aux enjeux environnementaux (climatiques notamment), alors que pour les carrières, d'importants efforts ont été faits. Depuis la fin des années 1990, de graves problèmes (entrées d'eau, effondrements, incendies...) se sont posés dans d'anciennes mines de sel utilisées pour le stockage de déchets radioactifs ou toxiques en Allemagne et en France (incendie de la « décharge de classe 0 » de StocaMine en 2004) ;
- alors que se prépare une « Directive sols » européenne, un besoin de modernisation et de meilleure articulation du droit minier (mines et ressources minérales[14]) et du droit de l'environnement fait consensus. Du code de l'environnement relèvent aujourd'hui l'eau, l'air, le climat et les écosystèmes, et du code minier (conçu par et pour des ingénieurs des mines) relèvent les questions de sol et de sous-sol, qui ont en réalité un grand impact sur l'eau et les écosystèmes se développant sur et avec les sols vivants.

Il s'agit aussi de prévenir certains risques environnementaux et sanitaires, de renforcer la participation du public et d'assurer la sécurité juridique des exploitants,.

### Les quatre piliers de la réforme (telle qu'envisagée en 2012)
Les quatre piliers de la réforme, telle qu'envisagée en 2012, sont :
1. moderniser le modèle minier français, en le rapprochant du code de l'environnement et de la réglementation des ICPE[18]. Un projet de loi préparé par le conseiller d'État Thierry Tuot a fait l'objet d'une concertation menée avec les parties prenantes à l'automne 2012, pour une adoption prévue en 2013. 
La réforme devrait comprendre un « Schéma national de valorisation du sous-sol », mieux distinguer l'exploration (améliorer la connaissances scientifiques) et l'exploitation (à fin commerciale) ;
2. améliorer la participation du public ; dans ce cadre, les informations issues du contrôle des activités minières pourraient devenir publiques, avec instauration d'un régime de surveillance administrative et de responsabilité de l'exploitant à long terme (calqué sur celui des installations classées ICPE) ;
3. développer la sécurité au travail, la sécurité publique et de la protection de l'environnement ; en particulier, la ministre de l'Écologie, du Développement durable et de l'Énergie, Delphine Batho, s'est engagée à ne pas revenir sur l'interdiction de recourir à la fracturation hydraulique[19] pour la recherche et l'exploitation d'hydrocarbures non conventionnels. Une révision de la fiscalité minière permettrait enfin de mieux internaliser les coûts environnementaux et sociaux miniers[17] et une amélioration des indemnisations des dommages de l'« après-mines » serait permise par un fonds ou « fonds de compensation écologiques »[20] compensant les exploitants défaillants et alimenté par une nouvelle fiscalité minière ;
4. réduire la durée de la procédure préalable (demande des industriels).

L'administration pourrait être saisie avant la délivrance du titre (lequel serait conditionné à un plan de développement et d'exploitation).

### Étapes du projet de réforme
(août 2019).
Le 20 janvier 2011, l'ordonnance no 2011-91 codifie la partie législative du Code minier.
Le 13 avril 2011, un projet de loi de ratification de cette ordonnance est déposé au Parlement, renforçant la participation du public.
La loi du 13 juillet 2011 interdit la fracturation hydraulique et abroge certains permis.
Nicole Bricq, la ministre de l'écologie, proposa une réforme ambitieuse. Ses prises de positions font que son portefeuille change lors du remaniement de juin 2012,.

#### Le rapport Gossement
Me Arnaud Gossement est missionné par le ministère pour préparer la partie réglementaire du projet de nouveau code minier — ou l'intégrer dans le code de l'environnement, ce qui aurait aussi été possible selon lui : « il est tout à fait possible de tenir compte des spécificités et impératifs et même de l'histoire de ce droit, sans qu'il soit nécessaire de conserver une police spéciale autonome et un code minier ». Arnaud Gossement propose d'améliorer la participation du public lors de l'attribution des titres miniers, des permis de recherche et des autorisations d'exploitation (mais pas pour fixer des conditions d'arrêt des travaux). Il propose une « réforme de l'État lui-même, tant dans son organisation administrative que dans la répartition des compétences avec les collectivités territoriales », propose un lieu de dialogue entre parties prenantes (« démocratie écologique ») qui serait un « Haut-conseil » inspiré de celui des biotechnologies et reprenant la « gouvernance à cinq » du Grenelle, qui permettrait « un nouvel équilibre entre « protection » et « production » ». Il s'agirait aussi de développer l'enseignement, la recherche et l'information du public sur les questions minières, tout en renforçant l'évaluation des impacts écologiques et l'encadrement de la géothermie.
Ce rapport a reçu diverses critiques, notamment car il considère les mines, mais non tout le sol et le sous-sol, comme relevant du « patrimoine commun de la Nation », conformément à la Charte de l'environnement et du code de l'environnement. Il intègre le principe d'inversion de la charge de la preuve dans le droit minier, mais intègre peu les principes d'un développement soutenable qui prendrait en compte le besoin d'économiser les ressources pour les générations futures. Il propose d'encadrer l’exploitation des ressources naturelles minérales sous-marines (pétrole guyanais off-shore par exemple) ou d'autres ressources fossiles, mais sans tenir compte des impacts sur l'effet de serre ni des risques pour l'environnement marin. Yvan Razafindratandra, juriste spécialisé dans le droit minier, regrette que le rapport ne s'inspire pas d'attitudes nouvelles comme celle de la Chine qui « a adopté, il y a trois ans, une loi sur la promotion de l'économie circulaire, qui a vocation à s'appliquer, notamment, au secteur minier, et dont nous aurions pu tout à fait nous inspirer ».

#### Le rapport Tuot
Le 24 avril 2013, après huit mois de mission, la Commission du Développement durable et de l'Aménagement du territoire de l'Assemblée nationale auditionne Thierry Tuot. Celui-ci présente une base de texte pour le projet de loi, conservant environ 80 % de l'ancien code et ajoutant 20 % de nouveaux principes et règles. Ce texte veut codifier tous les usages du sous-sol (hors aménagement) « de l'exploitation minière, à la géothermie, en passant par le stockage de CO2 ou de gaz naturel ». Il propose un « schéma national » (non contraignant) organisant le recensement des ressources et usages (actuels ou potentiels et futurs) du sous-sol. Les techniques et modalités d’exploitation seront précisées ou interdites (pour l'amiante par exemple). Les titres miniers délivrés seront publiés, « ce qui facilitera leur suivi environnemental ». Les activités minières en mer seront déclinées « technique par technique, milieu par milieu, matière par matière ».
Le régime des autorisations sera internationalisé (tout dépôt d'une demande de permis de recherche exclusif fera l'objet par l'État d'un appel à concurrence européen et le bénéficiaire ne sera pas forcément le titulaire du titre minier. Afin d'empêcher qu'une société préempte un vaste territoire en empêchant d'autres industriels de l'exploiter, les permis de recherche et les titres miniers seront limités dans le temps ou pourront « faire l’objet de déchéance » s'il ne sont pas mis en œuvre.
Un « permis de recherche académique » est présenté, qui répond aux demandes des industriels qui veulent que la recherche puisse utiliser la fracturation hydraulique (sans exploitation possible dans ce cas), ou pour étudier des variantes ou alternatives à la fracturation hydraulique, selon certains.
Simplification administrative : le projet de texte propose que toute installation minière soit automatiquement Installation classée pour la protection de l'environnement (ICPE) (ce qui confirme le transfert de la police des mines vers celle des ICPE, comme ce fut le cas de la « police des carrières » en 1993).
Une autre proposition est que toute décision prise dans le cadre du code minier prévaudrait sur tous les autres codes (y compris de l'environnement). De plus, le titre minier « vaudra permis de construire, de défricher, d'aménager ». Pour le passage d'un code à l'autre, Thierry Tuot suggère de « prévoir de régler les mesures de transition par ordonnance ». La fiscalité des activités souterraines sera simplifiée et T. Thuot propose qu'elle soit évolutive « pour ne pas pénaliser une activité jeune » et suivre les cours des matières premières ; avec d'une part des redevances versées à l’État « destinées à compenser les externalités » et d'autres versées aux collectivités du lieu où est située l'installation (l'exploitant de plate-forme pétrolière paiera une redevance plus élevée qu'un producteur de granulats.
L'après-mine fera l'objet d'un livre entier du code. Un fonds national de solidarité sera alimenté par les exploitants miniers (ou assimilés). Ce fonds dédommagera les victimes d'effondrements miniers (habitations principales ou résidences secondaires). Il pourra se porter partie civile dans une action judiciaire contre un industriel défaillant ou ses actionnaires.

#### Avant-projet de loi
Le projet de loi devrait « régir la totalité des usages du sous-sol, hors aménagement, car, bien évidemment, la construction de parkings souterrains relèvera toujours du code de l’urbanisme. Sont visées les activités minières au sens large tel qu’il est entendu aujourd’hui, qui recouvre à la fois les matières qu’on peut extraire, celles qu’on peut injecter mais aussi les usages qu’on peut faire du sous-sol, notamment de ses cavités et de la chaleur qui s’y trouve, en vue de l’exploitation à des fins de stockage ou de géothermie »[réf. souhaitée].
Le projet de texte de loi pourrait être déposé au bureau de l'Assemblée nationale à l'automne 2015. Un avant-projet a d'abord été présenté par les ministres de l'Économie et de l'Écologie le 18 mars 2015, et examiné par un groupe de travail dont le président et rapporteur Jean-Paul Chanteguet a présenté les conclusions le 20 mai 2015 devant la commission du développement durable de l’Assemblée nationale. Le groupe de travail reconnaît que le code actuel est « obsolète » et doit être réformé, il souhaite que la compétence « sous-sol » et minière reste une compétence de l'État (« La juste appréciation d’un dossier minier requiert une expertise technique que l’État préserve à grand-peine et qu’il semble illusoire de développer au sein de services locaux. » précise le rapport p 18/209). Il souhaite aussi que le code minier reste distinct du code de l’environnement en raison des vocations trop divergentes des objectifs poursuivis par ces deux codes et par ce que « les représentants de l’industrie se (sont) montrés attachés à un codex distinct ». Il ne souhaite pas que le Gouvernement légifère par voie d'ordonnance pour ce qui concerne les principes (trop politiques) du code et de la procédure minière, notamment concernant l'outre-mer et la fiscalité), mais il admet que cette voie d'ordonnance puisse logiquement s'appliquer aux « simples modernisations, adaptations de cohérence et autres toilettages ». Il relaye la demande des professionnels de voir réintégré le droit de suite, « délivrance quasi automatique d’une concession minière à tout détenteur d’un permis d’exploration dont la prospection se révèle fructueuse ». L'un des membres du groupe est inquiet par l'ajout d'un alinéa qui permet selon lui « à tout opérateur sans aucun titre, sans aucune information, sans aucun contrôle de mener des opérations d’exploration sur le territoire national ». Le groupe souhaite aussi que le législateur impose des dossiers de demande de permis minier plus explicites sur ce que recherche le demandeur dans le sous-sol (« titres miniers ne doivent pas se limiter aux matières recherchées (...) Conformément au code minier en vigueur, ces permis ne faisaient mention que de la matière prospectée (M pour métal, H pour hydrocarbure) sans beaucoup plus de précision. »). La procédure du groupement momentané d’enquête est jugée prometteuse par le groupe, mais étant donné les enjeux, il estime que la nouvelle règle voulant que le silence de l'administration vaut réponse positive ne devrait peut-être pas ici s'appliquer (lors de son audition, Philippe Billet, professeur agrégé de droit public a rappelé que le Président de la République quand il « engageait le choc de simplification, formulait toujours une réserve relative aux aspects environnementaux. Or les enjeux écologiques d’une décision minière sont colossaux. Qui dit décision implicite d’acceptation dit absence d’instruction, du moins incomplétude de l’instruction (...) Ensuite, en cas de décision tacite, comment seront formulées les prescriptions particulières ? Faudra-t-il la compléter par voie d’arrêté postérieur ? Ce point devra être précisé. ».

### Réactions au projet de loi
Le processus de consultation et d'élaboration de la Loi a suscité divers réactions.
- À la suite des dégâts de l'orpaillage en Guyane et à un permis accordé en zone interdite à l'activité minière dans un secteur du parc amazonien de Guyane, la Fédération des parcs naturels régionaux (FPNRF) estime que ces schémas dits « de valorisation du sous-sol » devraient être soumis pour avis aux Parcs et mis en compatibilité avec les chartes de PNR[31]. La Fédération, comme l'association des régions de France souhaite la création d'une commission départementale (ou régionale) des mines et de CLI (commissions locales d'information) pour « assurer le suivi de l'exploitation et la remise en état »[31].
- Pour les collectivités régionales, Sophie Bringuy, représentante de l'association Régions de France estime qu'il est aussi important de sensibiliser et former les élus des collectivités[32].
- Côté ONG, pour FNE)[33], « la plus grosse faiblesse de ce projet de réforme concerne le maintien d'un code minier que nous souhaitions voir disparaître[17] » (au profit d'une intégration dans le code de l'environnement et le code du travail. FNE soutient néanmoins l'idée d'un schéma national « précisant les substances recherchées, les techniques utilisées et les exigences en matière d'environnement, de santé et de sécurité (...) compatibilité avec les politiques environnementales locales » et réclame une fiscalité permettant aux collectivités « de supporter l'ensemble des conséquences négatives de la mine et à l'État de financer des solutions de remplacement lorsque les gisements seront épuisés »[31]. 
Le WWF[34] est en faveur des redevances territorialisées proposées par le conseiller d’État Thierry Tuot et destinées à alimenter un fonds de compensation écologiques à l'échelle des territoires (dont les modalités d'utilisation restent à préciser[31]).

#### 2017: nouvelle proposition de loi
Le 25 janvier 2017, l'Assemblée adopte la proposition de loi sur l'adaptation du code minier au droit de l'environnement.

#### Relance par l'exécutif
En mai 2019, à l'issue du premier conseil de défense écologique, le Ministre de l'Écologie, François de Rugy, affirme que le projet Montagne d'or « ne se fera pas ». Il précise que la réforme du code minier doit être présentée en Conseil des ministres en décembre et qu'il devra « intégrer les exigences environnementales dans tous les processus miniers » à venir.

## L'après-mine
Jusqu'à une période récente, la gestion des séquelles hydrologiques, foncières, sociales, environnementales après la disparition totale de l'activité minière n'était pas prévue par les codes miniers ou par la réglementation nationale (dont française), mais la législation tend à évoluer dans le sens d'une meilleure prise en compte et gestion des rejets miniers.
Depuis les années 1980-1990, et dans un nombre croissant de pays, des programmes de réhabilitation paysagère ou environnementale sont maintenant imposés aux exploitants publics ou privés. Pour éviter les faillites frauduleuses ou tardivement justifiées par l'appauvrissement du gisement ou un changement dans sa rentabilité, les exploitants sont, dans certains pays, contraints de constituer durant leur activité, sur un compte bloqué contrôlé par l'État, la « provision financière » nécessaire au financement de cette réhabilitation, et des bio-indicateurs peuvent être imposés ou proposés pour l'évaluation de l'efficacité d'une réhabilitation environnementale en cours ou terminée.
En France, à la suite de plusieurs « sinistres miniers » (affaissements et effondrements miniers) survenus notamment en Lorraine, dans le bassin des anciennes mines de fer, une loi votée en 1999 a prévu différentes dispositions nouvelles. Celles-ci ont permis d'améliorer la prévention des risques (1957 à Liévin), la maîtrise de l'urbanisme (cartes de risques, plans de prévention des risques miniers), l'indemnisation des sinistrés (création d'un fonds d'indemnisation). La future réforme du code minier (attendue pour l'automne 2013) devrait préciser le cadre et les moyens d'une meilleure anticipation, gestion et réparation des séquelles minières.